# ANS Pivani Bakı FK
El ANS Pivani Bakı FK fue un equipo de fútbol de Azerbaiyán que jugó en la Liga Premier de Azerbaiyán, la primera división nacional.

## Historia
Fue fundado en el año 1992 en la capital Bakú con el nombre Nicat Maştağa y tuvo varios cambios de nombre:
- 1992-1994: Nicat Maştağa
- 1994: Bakı Fahlasi Maştağa
- 1995-1999: Bakı Fahlasi
- 1999-2000: ANS Pivani Bakı FK

Fue uno de los equipos fundadores de la Liga Premier de Azerbaiyán en 1992 pero sus resultados fueron anulados, aunque no fue excluido de la liga para la siguiente temporada. Participó en nueve temporadas de la Liga Premier de Azerbaiyán hasta su desaparición en el 2000 por razones financieras, teniendo su mejor temporada un quinto lugar en sus últimas tres temporadas, mientras que en la Copa de Azerbaiyán su mejor participación fue en la edición de 1995/96 donde alcanzó las semifinales.
A nivel internacional participó en la Copa Intertoto de la UEFA 1998 donde fue eliminado en la primera ronda por el Inkaras Kaunas de Lituania en penales.

## Participación en competiciones de la UEFA
| Temporada | Torneo             | Ronda | Club           | Casa | Visita | Global       |
| --------- | ------------------ | ----- | -------------- | ---- | ------ | ------------ |
| 1998      | UEFA Intertoto Cup | 1     | Inkaras Kaunas | 1–0  | 0–1    | 1–1 (4–5 p.) |

## Temporadas
| Temporada | Liga | Liga | Liga | Liga | Liga | Liga | Liga | Liga | Liga | Copa             | Goleador               | Goleador |
| Temporada | Div. | Pos. | J    | G    | E    | P    | GF   | GC   | PTS  | Copa             | Nombre                 | Goles    |
| --------- | ---- | ---- | ---- | ---- | ---- | ---- | ---- | ---- | ---- | ---------------- | ---------------------- | -------- |
| 1992      | 1    | 26   | 38   | 0    | 0    | 38   | -    | -    | 0    | -                | -                      | -        |
| 1993      | 1    | 15   | 18   | 7    | 1    | 10   | 23   | 27   | 15   | 1/32             | İlqar Aslanov          | 4        |
| 1993-94   | 1    | 7    | 30   | 11   | 9    | 10   | 32   | 29   | 42   | Cuartos de final | Qulammirzə Əsədullayev | 10       |
| 1994-95   | 1    | 8    | 24   | 8    | 7    | 9    | 35   | 26   | 31   | 1/16             | Vüqar Qəmbərov         | 15       |
| 1995–96   | 1    | 7    | 20   | 6    | 3    | 11   | 20   | 35   | 21   | Semifinales      | Vüqar Qəmbərov         | 10       |
| 1996-97   | 1    | 9    | 30   | 10   | 7    | 13   | 37   | 41   | 37   | Cuartos de final | Vüqar Qəmbərov         | 11       |
| 1997-98   | 1    | 5    | 26   | 14   | 7    | 5    | 45   | 28   | 49   | -                | Vadim Vasilyev         | 14       |
| 1998-99   | 1    | 5    | 26   | 15   | 5    | 6    | 46   | 25   | 50   | 1/32             | Vadim Vasilyev         | 19       |
| 1999-2000 | 1    | 5    | 22   | 10   | 2    | 10   | 24   | 28   | 32   | Cuartos de final | Khagani Mammadov       | 9        |